# 1979 год в Канаде
1979 год в истории Канады.

## Персоналии

### Верховная власть
- Глава государства (монарх) — королева Елизавета II (консорт — принц Филипп, герцог Эдинбургский)

### Федеральное правительство
- Генерал-губернатор — Жюль Леже, с 17 января — Эдвард Шреер
- Премьер-министр — Пьер Эллиот Трюдо, с 4-го июня — Джо Кларк

### Премьер-министры
- Премьер-министр Альберты — Питер Локхид
- Премьер-министр Британской Колумбии — Билл Беннетт
- Премьер-министр Манитобы — Стерлинг Лайон
- Премьер-министр Нью-Брансуика — Ричард Хатфилд
- Премьер-министр Ньюфаундленда и Лабрадора — Брайан Пекфорд
- Премьер-министр Новой Шотландии — Джон Бучанан
- Премьер-министр Онтарио — Билл Дэвис
- Премьер-министр Острова Принца Эдварда — Ангус Маклин
- Премьер-министр Квебека — Рене Левек
- Премьер-министр Саскачевана — Аллан Блейкни

## События с датами
- 17 января — Эдвард Шрейер заменил Жюля Леже на посту Генерал-губернатора Канады
- 1 февраля — в Оттаве начался первый ежегодный зимний фестиваль Винтерлюдия
- 24 февраля — взрыв на каменноугольной шахте № 26 в Глейс-Бей (остров Кейп-Бретон, Новая Шотландия), погибло 12 шахтёров
- 14 марта — выборы в Альберте: Питер Локхид набирает большинство голосов
- 26 марта — Брайан Пекфорд становится премьер-министром Ньюфаундленда и Лабрадора, заменив Фрэнка Мурса
- 3 мая — Ангус Маклин становится премьер-министром Острова Принца Эдуарда, заменив Беннетта Кэмпбелла
- 22 мая —  Канадские федеральные выборы: победу одержала прогрессивно-консервативная партия во главе с Джо Кларком, но не смогла набрать абсолютного большинства
- 4 июня — Джо Кларк становится шестнадцатым и самый молодым премьер-министром Канады
- 5 сентября — первая канадская золотая монета поступила в продажу
- 10 ноября — крушение поезда в Миссиссоге вызывает эвакуацию сотен тысяч человек
- 13 декабря — правительство получило вотум недоверия, премьер-министр Канады объявил о досрочных федеральных выборах
- 31 декабря — 42 человека погибли в новогоднюю ночь во время пожара в клубе Le Club Opemiska

## Экономика
В 1979 г. ВНП составил 264 миллиардов долларов (рост в неизменных ценах 2,9% против 3,4% в 1978 году). Увеличились частные инвестиции в экономику (на 10,4%). Особенно возросли капиталовложения в энергетику, строительство новых промышленных объектов. Потребительский спрос вырос на 2,3%, а расходы на жилищное строительство упали на 7,4%.
Индекс стоимости жизни увеличился почти на 9%. Инфляция стимулировалась, в частности, мероприятиями правительства по достижению самообеспеченности страны основными энергоносителями (прежде всего нефтью и газом). В этих целях активизировалась их разведка и добыча, в том числе за счёт повышения внутренних цен на нефть и нефтепродукты, что вело к росту издержек в энергоемких отраслях хозяйства.

### Промышленность
Объём промышленного производства увеличился на 5% против 4,2% в предшествующем году. Наибольший прирост отмечен в добывающей промышленности (7%) и электроэнергетике (6%). Рост цен на топливо стимулировал разведку и добычу нефти, урана, газа и угля. Были открыты новые крупные месторождения урана в Клафф-Лейк и Ки-Лейк (провинция Саскачеван), нефти в Хибернии и на Атлантическом шельфе в 300 км к востоку от острова Ньюфаундленд. Большое внимание уделялось освоению нетрадиционных источников энергии: тяжёлой нефти (Колд-Лейк) и битуминозных песков в провинции Альберта. Суммарные капиталовложения только на два этих проекта составили 11 миллиардов долларов.
По сравнению с 1978 годом значительно увеличилась добыча железной руды, цинка, урановых руд и калийных солей, в то время как добыча никеля, свинца и меди сократилась.
Выработка электроэнергии в 1979 году возросла, как и в предшествующем году, на 6 % и достигла 355 миллиардов киловатт-часов. Капиталовложения в эту отрасль составили 6,6 миллиардов долларов, а суммарные мощности электростанций Канады достигли 77,9 миллионов киловатт, то есть за год возросли на 7,6 миллионов киловатт. В октябре в провинции Квебек была введена в строй 1-я очередь гидроэнергетического комплекса «Джеймс-Бей» (общая мощность — 10 миллионов киловатт, объём капиталовложений 15,2 миллиардов долларов).

### Сельское хозяйство
Из-за относительно неблагоприятных погодных условий объём сельскохозяйственного производства сократился на 1,1 %. В то же время рост цен на зерно и некоторые другие виды продукции позволил канадским фермерам увеличить свои чистые доходы на 21,3 % (до 4,5 миллиардов долларов).

### Транспорт
Протяжённость автодорог в 1979 году — 876 тысяч километров, в том числе 709 тысяч километров дорог с твердым покрытием; железных дорог.— 59 тысяч километров. На 1 января 1979 года в Канаде насчитывалось 11,9 миллиона автомобилей, в том числе 10,2 легковых. Тоннаж морского флота — 4,2 миллиона тонн дедвейт.

## Культура

### Театр
Из-за роста инфляции и уменьшения государственных субсидий ухудшилось положение канадских театров, что толкало большинство театральных трупп на постановку чисто развлекательных пьес. «Фестивальный театр Бернарда Шоу», ранее ставивший только пьесы Шоу и его современников, обратился к кассовым пьесам: была поставлена, например, «Большая охота» по пьесе венгерского драматурга Д. Хернади.
«Стратфордский фестиваль» остался верен в основном шекспировскому репертуару, включив в сезон 1978—79 годов 8 пьес Уильяма Шекспира и 2 пьесы современных канадских авторов. Большой интерес вызвал спектакль «Король Лир» с известным киноактёром и драматургом Питером Устиновым в главной роли.
Другим шекспировским спектаклем года, получившим широкий резонанс в стране, был «Гамлет» в постановке английской труппы Национального центра искусств в Оттаве (режиссёр Дж. Вуд) — своеобразная клоунада, время действия которой перенесено в 30-е годы XX века со всеми вытекающими отсюда атрибутами: радио, фотоаппараты, костюмы бизнесменов, серо-зелёные униформы штурмовиков и т. д.
Работающие при Национальном центре английская и французская труппы поставили за сезон 7 спектаклей, с которыми предприняли большие гастроли по 24 городам Канады. Помимо «Гамлета» успехом пользовались спектакли «Кони» Питера Шаффера, «Слуга двух господ» Карло Гольдони, «Мемуары» Д.Мюрелла (о Саре Бернар).
Современные канадские пьесы по-прежнему ставили маленькие театральные компании, среди которых 3 столичные труппы: Театр «Пингвин», «Тиэтр-2000» и «Грейт канейдиак тиэтр компани». Эти театры ставили пьесы М. Трамбле, Д. Феннарио и других канадских авторов.

## Спортивные достижения Канады в 1979 году
- 3-4 февраля — на Чемпионате мира по скоростному бегу на коньках среди женщин, проходившем в Гааге (Нидерланды), С.Бурка завоевала бронзовую медаль
- 17-18 февраля — на Чемпионате мира по скоростному бегу на коньках, проходившем в Инцеле (ФРГ), Гаэтан Буше завоевал серебряную медаль в спринтерском многоборье
- 22 августа — 2 сентября — на Чемпионате мира по велосипедному спорту, проходившему в Амстердаме и Валкенбурге (Нидерланды) Г.Сайнглтон завоевал серебряную медаль в гите с места на дистанции 1000 метров
- 1-14 октября — на Чемпионате мира по стендовой стрельбе в Монтекатини (Италия) в личном первенстве на траншейном стенде золотую медаль завоевала С.Нэтресс

## Родились
- 8 января — Сара Полли, актриса, режиссёр и сценарист
- 9 января — Дженни Джонсон, хоккеистка
- 14 января — Ник Бойнтон, хоккеист
- 21 февраля — Андре Нобл, актёр
- 22 февраля — Джереми Уилкокс, волейболист
- 4 апреля — Роберто Люонго, хоккеист
- 17 апреля — Эрик Брюер, хоккеист
- 1 июня — Крейг Олейник, актёр
- 5 июня — Пит Венц, музыкант
- 2 июля — Джо Торнтон, хоккеист
- 3 августа — Эванджелин Лили, актриса
- 22 августа — Дженнифер Финниган, актриса
- 15 сентября — Патрик Марло, хоккеист
- 7 октября — Аарон Эшмор, актёр
- 7 октября — Шон Эшмор, актёр
- 21 ноября — Алекс Тангуэй, хоккеист

## Умерли
- 9 мая — Сайрус Итон, банкир, бизнесмен и филантроп (р.1883)
- 15 мая — Дора Мейвор Мур, актриса, преподаватель и режиссёр (р.1888)
- 29 мая — Мэри Пикфорд, актриса (р.1892)
- 16 августа — Джон Дифенбейкер, политик, премьер-министр Канады (р. 1895)
- 24 ноября — Джон Роберт Картрайт, главный судья Верховного суда Канады (р.1895)